# Програма Леонардо
Програма Леонардо да Вінчі (англ. Leonardo da Vinci programme) — одна з базових програм Європейського Союзу в галузі професійного навчання та розвитку. Суть програми полягає в активній підтримці розвитку професійної підготовки, наданні допомоги організаціям ЄС, які прагнуть налагодити партнерство з навчання робочої сили, зокрема взаємодію в реалізації молодіжних навчальних програм.
Сьогодні програма відома як Леонардо да Вінчі ІІ, яка сприяє задоволенню потреб, насамперед молодих людей, в знаннях та при виборі ними професії. Головною метою оновленої програми є зниження безробіття, а також полегшення професійної інтеграції та реінтеграції молодих людей на європейському ринку праці. Особлива увага тому приділяється співпраці між інституціями спеціальної професійної освіти та малими і середніми підприємствами.

## Країни учасниці програми
У програмі Леонардо да Вінчі беруть участь усі країни Європейського союзу, а також країни Європейської економічної зони (Ісландія, Ліхтенштейн, Норвегія), а також країни-кандидати у ЄС (Північна Македонія, Сербія, Чорногорія, Туреччина).

## Основні завдання і цілі
Основна мета цієї програми базується на концепції Європи, побудованої на знаннях, яка має бути досягнута через консолідацію європейського співробітництва у сфері освіти і навчання. Тому пріоритетними завданнями програми є:
- розвиток здібностей і професійних навичок;
- підвищення якості професійної підготовки;
- впровадження інноваційних технологій та навчання впродовж усього життя.

## Пов'язані і спільні проекти
- CHIRON — Бенчмаркінг електронного навчання.
- DISCO — Європейський словник навичок і компетенцій.
- EADIS — Європейська студія цифрових інновацій.
- Forestur — Програма підготовки фахівців з питань туризму.
- SLOOP Project — Проект електронного навчання.